# Jordi Pujol
Jordi Pujol i Soley (Barcelona, 9 de junho de 1930) é um político Espanhol, de orientação nacionalista catalã. Foi presidente da Generalitat de Catalunha entre 1980 e 2004 e presidente de Convergência Democrática da Catalunha de 1974, bem como presidente fundador da federação de Convergència i Unió desde Novembro de 2004, momento em que deixou a presidência executiva.
Pujol foi detido em 1960 pelos seus protestos contra o regime de Francisco Franco (acontecimentos do Palácio da Música Catalã) e condenado a sete anos de prisão, acusado de organizar a campanha da oposição. Segundo as suas declarações foi submetido a torturas durante a sua estância na prisão. Saiu do cárcere após estar dois anos e meio, embora estivesse confinado durante um tempo em Girona. Imediatamente começou uma nova linha de atividade política com o slogan "construindo o país". Com isto visava aumentar o nível de consciência nacional dos catalães e criar as instituições culturais e financeiras suficientes para o desenvolvimento da Catalunha.

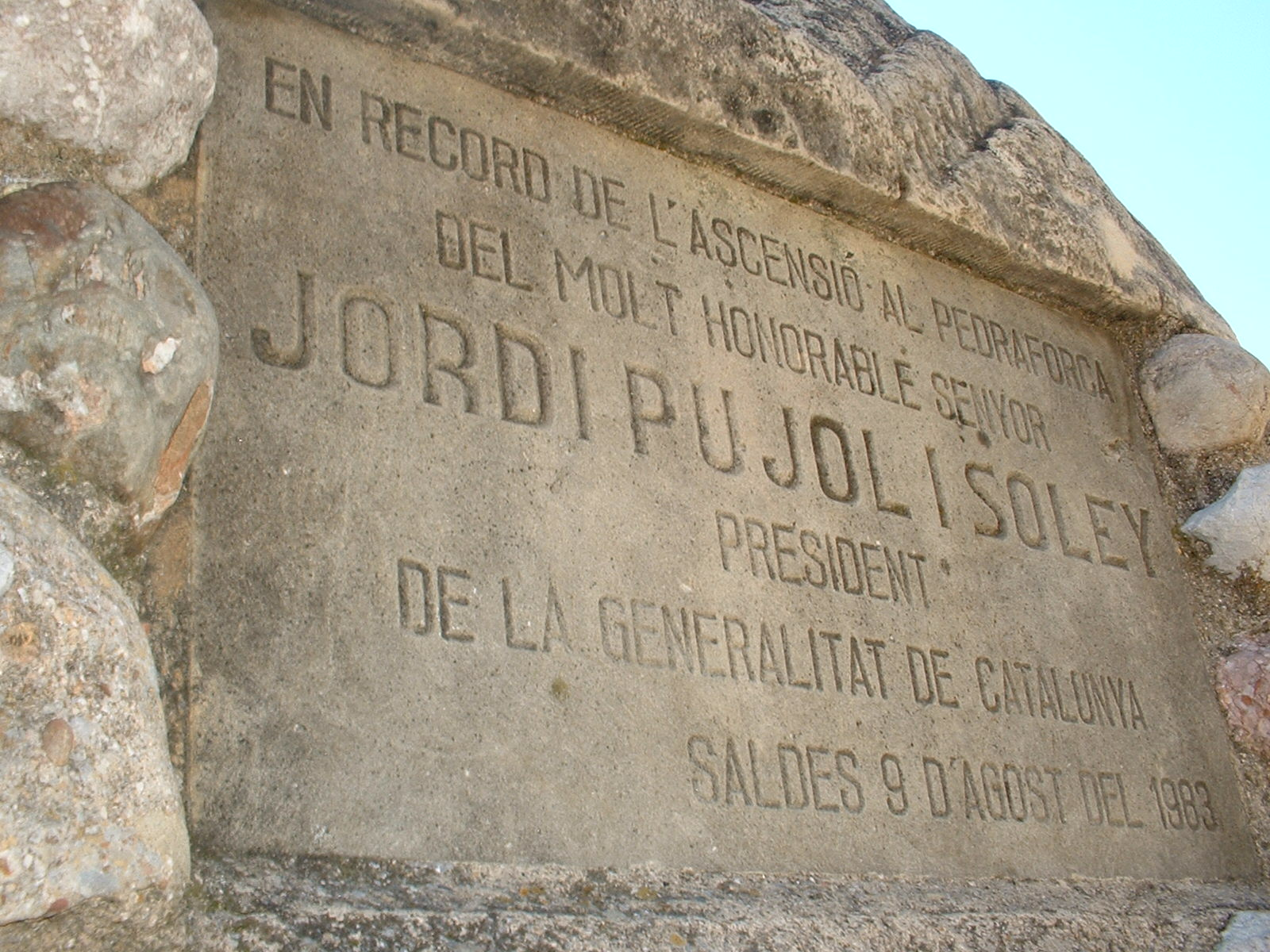
Placa comemorativa da ascensão de Jordi Pujol em Pedraforca em 1983.

Em 1974, Pujol passou definitivamente à esfera política quando fundou o partido Convergència Democràtica de Catalunya, do qual foi o primeiro secretário.
Foi eleito presidente da Generalitat de Catalunha pela primeira vez a 24 de Abril de 1980, sendo reelegido consecutivamente em 1984, 1988, 1992, 1995 e 1999.
A 13 de outubro de 1988, foi agraciado com o grau de Grã-Cruz da Ordem do Infante D. Henrique; a 23 de agosto de 1996, foi agraciado com o grau de Grã-Cruz da Ordem do Mérito, ambos de Portugal.
Pujol aposentou-se em 2004, sendo eleito Artur Mas como secretário do partido (CDC).